# Convenção sobre Diversidade Biológica
A Convenção Sobre Diversidade Biológica (CDB; também conhecida como Convenção da Biodiversidade) é um tratado internacional multilateral que, como seu nome sugere, trata da proteção e do uso da diversidade biológica em cada país signatário. A Convenção possui três objetivos principais: a conservação da diversidade biológica (ou biodiversidade), o seu  uso sustentável  e a distribuição justa e equitativa dos benefícios advindos do uso econômico dos recursos genéticos, respeitada a soberania de cada nação sobre o patrimônio existente em seu território.
Em outras palavras, seu objetivo é o desenvolvimento de estratégias nacionais para a conservação e o uso sustentado da biodiversidade, e dentre diversos instrumentos e mecanismos que prevê destacam-se iniciativas de melhoria da gestão e de criação de áreas protegidas.
A Convenção foi elaborada sob os auspícios das Nações Unidas, aberta para assinaturas em 5 de janeiro de 1992, durante a Eco-92, e entrou em vigor em 29 de dezembro de 1993. Até 2015 ela havia sido assinada por 175 países, dos quais 168 a ratificaram, incluindo o Brasil (Decreto Nº 2.519 de 16 de março de 1998).
Em função de sua antecipação em relação a outros tratados, da grande adesão que encontrou junto aos Estados, e da extensão dos objetivos que estabelece, a Convenção Sobre Diversidade Biológica é considerada um documento-chave para o desenvolvimento sustentável.

## Conteúdo
Essa Convenção reconhece, pela primeira vez no direito internacional, que a conservação da diversidade biológica é "uma preocupação comum da humanidade" e é parte integrante do processo de desenvolvimento. O acordo abrange todos os ecossistemas, espécies e recursos genéticos, e estabelece ligações entre os esforços tradicionais de conservação e metas econômicas de utilização sustentável dos recursos biológicos.
Além disso, ela estabelece princípios para a repartição justa e equitativa dos benefícios resultantes da utilização dos recursos genéticos, nomeadamente os que são destinados para uso comercial. Ele também abrange o campo em rápida expansão da biotecnologia, através do seu Protocolo de Cartagena sobre Biossegurança, que aborda o desenvolvimento e transferência de tecnologia, a partilha de benefícios e as questões de biossegurança. É importante ressaltar que a Convenção é juridicamente vinculante; países que se juntam a ela ("Partes") são obrigados a aplicar as suas disposições.
A Convenção lembra decisores que os recursos naturais não são infinitos e estabelece uma filosofia de uso sustentável. Enquanto os esforços de conservação últimos eram destinadas a proteger espécies e habitats particulares, a Convenção reconhece que os ecossistemas, espécies e genes devem ser utilizados para o benefício dos seres humanos. No entanto, isso deve ser feito de uma forma e em um ritmo que não leve a uma diminuição a longo prazo da diversidade biológica.
A Convenção também oferece orientação aos decisores com base no princípio da precaução. Segundo este, onde há uma ameaça de redução ou perda da diversidade biológica significativa, a falta de plena certeza científica não deve ser utilizada como razão para postergar medidas para evitar ou minimizar essa ameaça. A Convenção reconhece que são necessários investimentos substanciais para conservar a diversidade biológica, mas no entanto alega que em troca a conservação trará ao homem benefícios ambientais, econômicos e sociais.

## Instâncias
No quadro da Convenção, a Conferência das Partes (COP) corresponde ao corpo diretivo composto por todos os governos e organizações de integração econômica regional que ratificaram o tratado. Esta autoridade máxima analisa os progressos realizados no âmbito da Convenção, identifica novas prioridades e define planos de trabalho para os membros. A COP também pode fazer alterações à Convenção, criar órgãos consultivos de especialistas, avaliar relatórios de progresso por países-membros, e colaborar com outras organizações e acordos internacionais.
A Conferência das Partes usa experiência e apoio de vários outros organismos que são estabelecidos pela Convenção. Além de comitês ou mecanismos estabelecidos numa base ad hoc, seus dois órgãos principais são:
Secretariado: O Secretariado da CDB, com sede em Montreal, opera sob o Programa das Nações Unidas para o Ambiente. Suas principais funções são a organizar reuniões, projetos de documentos, ajudar os Estados-membro na implementação de seus programas de trabalho, coordenar atividades com outras organizações internacionais e recolher e divulgar informações.
Órgão Subsidiário de Assessoramento Científico, Técnico e Tecnológico (SBSTTA): O Órgão Subsidiário de Assessoramento Científico, Técnico e Tecnológico (SBSTTA) é um comité composto por peritos dos governos membros competentes nos domínios pertinentes. Ela desempenha um papel chave em fazer recomendações à COP em questões científicas e técnicas. Na 13ª Reunião do Órgão Subsidiário de Assessoramento Científico, Técnico e Tecnológico (SBSTTA-13), realizada de 18 a 22 de fevereiro de 2008 em Roma, Itália, delegados se reuniram na Comissão Plenária da manhã para finalizar e aprovar recomendações sobre os comentários em profundidade dos programas de trabalho sobre biodiversidade agrícola e florestal e modus operandi do SBSTTA para a consideração de questões novas e emergentes. A sessão plenária de encerramento reuniu durante a tarde para adoptar recomendações sobre a biodiversidade terrestre e marinha, espécies exóticas invasoras e mudanças climáticas. O presidente atual do SBSTTA é o Dr. Senka Barudanovic.

## Conflitos
Um dos conflitos entre a CDB e o tratado internacional Acordo TRIPs é que, enquanto a CDB, estabelece princípios de repartição justa e equitativa dos benefícios, valorização dos conhecimentos tradicionais entre outros, o sistema de patentes do TRIPs protege, assegura monopólio e propriedade àquele que detém e desenvolve novas tecnologias e produtos, inclusive os oriundos da biodiversidade acessada por meio de conhecimento tradicional.
As propostas sobre a implementação dos princípios da CDB entre os países mega-biodiversos e aqueles detentores de tecnologia não avançam em função de que alguns países, como é o caso dos EUA, não ratificaram essa tratado multilateral. Portanto, não são obrigados a respeitar (e não respeitam) os princípios da Convenção.